# Shakur Stevenson
Ash-Shakur Nafi-Shahid Stevenson (Newark, 28 giugno 1997) è un pugile statunitense.
È il campione del WBC dei leggeri e campione del mondo in tre categorie di peso, avendo in precedenza detenuto il titolo WBO dei piuma, il titolo WBO e WBC dei superpiuma. Come dilettante ha rappresentato gli Stati Uniti ai Giochi olimpici di Rio de Janeiro 2016, conquistando una medaglia d'argento nei pesi gallo.